# Cryptonote
Cryptonote är ett protokoll i applikationsskiktet, och utgör grunden i flera decentraliserade digitala valutor som fokuserar på sekretess. Begreppsmässigt är det en vidareutveckling av idéer bakom bitcoin: båda liknar varandra på vissa sätt, men skiljer sig ändå åt på många andra sätt.
Den främsta skillnaden mellan de båda teknologierna är att bitcoin (och de flesta digitala valutor) är mer transparenta än valutor baserade på Cryptonote, till följd av att den senares  blockkedja är nästan anonym, till skillnad från icke-Cryptonote-blockkedjor. Cryptonote-valutor använder en distribuerad publik liggare som registrerar alla saldon och transaktioner för sin inbyggda valuta, såsom bitcoin. Till skillnad från bitcoin kan Cryptonotes transaktioner inte följas genom blockkedjan på ett sätt som avslöjar vem som skickade eller tog emot pengarna. Det ungefärliga beloppet för en transaktion kan vara känt, men ursprung, destination eller exakt belopp kan inte avgöras. Den enda information som är tillgänglig är att det faktiska beloppet var lägre än det visade beloppet. De enda personer som har tillgång till hela datamängden för en transaktion är transaktionens avsändare eller mottagare, samt den person som innehar en eller båda hemliga nycklar.